# Jean-Baptiste Charcot
Jean-Baptiste-Étienne-Auguste Charcot (15. červenec 1867 Neuilly-sur-Seine – 16. září 1936) byl francouzský polárník. Jeho otec Jean-Martin Charcot byl známý psychiatr.
Byl jmenován vůdcem francouzské antarktické expedice, jež na lodi Français v letech 1904-1907 prozkoumala západní pobřeží Grahamovy země. Expedice v roce 1905 dorazila na Adelaidin ostrov a pořídila zde fotografie (tehdy šlo o technologickou novinku). V letech 1908-1910 vedl další výpravu na lodi Pourquoi-Pas, která prozkoumala Bellingshausenovo a Amundsenovo moře. Objevila přitom ostrov, který pojmenoval na počest svého otce Charcotův ostrov. Další výprava z let 1925–1936 zkoumala Grónsko a Svalbard. Během této výpravy zahynul v bouři, když jejich loď Pourquoi-Pas ztroskotala u pobřeží Islandu. Ještě v roce 1936 vytvořil sochař Einar Jónsson v Reykjavíku jeho památník. Další v roce 1952 vysochal Ríkarður Jónsson.